# Diamond Dallas Page
Dallas Page (nascido Page Joseph Falkinburg; Point Pleasant, 5 de abril de 1956), mais conhecido pelo seu ring name Diamond Dallas Page (muitas vezes estilizado como DDP ), é um ator americano, instrutor de fitness e ex -lutador profissional . Ao longo de sua carreira de wrestling, que durou duas décadas, Page lutou pelas principais promoções de wrestling World Championship Wrestling (WCW), World Wrestling Federation (WWF, agora WWE ), Total Nonstop Action Wrestling (TNA ), e All Elite Wrestling (AEW).   
Page entrou no wrestling em 1988 como manager na American Wrestling Association, onde ele trabalhou por nove meses até assinar com a WCW em 1991.
Durante sua passagem na WCW, ele permaneceu como manager antes de se tornar lutador em 1991. Page se tornou famoso pelo apelido "The People's Champion" e se tornou três vezes o WCW World Heavyweight Champion, duas vezes o WCW United States Heavyweight Champion, quatro vezes o WCW World Tag Team Champion, e uma vez o WCW Television Champion. Tom Brandi, diz que DDP somente conseguiu fama e títulos quando Eric Bischoff se sentiu culpado por ter se envolvido em um caso com a esposa de Page.
Após a WCW ser comprada pela WWF em 2001, Page entrou na WWF, e logo ganhou o WWF European Championship e o WWF World Tag Team Championship. Foi despedido em 2002. Trabalhou em promoções independentes e atuou na TNA de 2004 a 2005.
Foi introduzido no WWE Hall of Fame em 2017.